# Südamerikaspiele 1990/Teilnehmer (Uruguay)
| Gelbes Symbol für Goldmedaillen mit stilisierten Olympischen Ringen | Graues Symbol für Silbermedaillen mit stilisierten Olympischen Ringen | Braundes Symbol für Bronzemedaillen mit stilisierten Olympischen Ringen |
| ------------------------------------------------------------------- | --------------------------------------------------------------------- | ----------------------------------------------------------------------- |
| 13                                                                  | 14                                                                    | 15                                                                      |

Uruguay nahm an den IV. Südamerikaspielen 1990 in Peru mit einer Delegation von 52 Sportlern teil.
Die uruguayischen Sportler gewannen im Verlauf der Spiele insgesamt 42 Medaillen, davon 13 Goldene, 14 Silberne sowie 15 Bronzene.

## Teilnehmer nach Sportarten

### Bowling
- William Rodríguez
- Héctor Lema
- Carlos Rizzo
- Casimiro Wojciechowski

### Boxen
- Daniel Freitas
- Carlos Avila
- Ramón Alarcón

### Fechten
- Américo Fernández
- Rafael Santos Parada

### Gewichtheben
- Richard Álvarez
- Julio Cejas
- Tamás Feher
- Alejandro Troisi
- Germán Tozdjián
- Pablo Gómez

### Judo
- Alvaro Bertolini
- Denisse Rodríguez
- Camilo Pereyra

### Leichtathletik
- Waldemar Cotelo
- Estela Abel
- Soledad Acerenza
- Inés Justet
- Marcela Tiscornia
- Claudia Acerenza

### Radsport
- José Maneiro
- Eduardo Ikatch
- Nazario Pedreira
- Hugo Cabrera
- Rúben Martínez
- Waldemar Domínguez
- Walter Silva
- Sergio Sartore

### Ringen
- William Fernández
- Willian Bouza
- Gonzalo Pereyra
- Leonardo Zimmer

### Schwimmen
- Álvaro Goyenola
- Erika Graf
- Gustavo Gorriarán
- Adriana Islas
- Germán De Giobbi
- María Virginia Turk
- Carlos Scanavino

### Segeln
- Álvaro Bermúdez
- Manlio Ferrari

### Taekwondo
- Gerardo Vicente
- Rodolfo Luscher
- Néstor Pereira
- Jorge Javier Flores

### Tischtennis
- Juan Fajo
- Fernando Bentancurt

### Turnen
- Rosa Ana García